# Императрица Чхон (мультфильм, 2005)
Императрица Чхон (кор. 왕후심청 ванху симчхон) — корейский художественный мультфильм, снятый в 2005 году режиссёром Син Нынгюном. Совместное производство Северной и Южной Кореи.

## Синопсис
По мотивам одноименной корейской сказки. В путешествии дочь жертвует собой, чтобы восстановить зрение слепого отца.

## Производство
В качестве личного проекта Син Нынгюн потратил восемь лет на разработку проекта, включая три с половиной года подготовки к производству. Фильм был сопродюсирован в Северной Корее «Корейской студией мультипликационных фильмов имени 26 апреля» (также известной как SEK), а музыкальное сопровождение было также записано в Северной Корее Пхеньянским оркестром кино и радиовещания. Что необычно для корейской киноиндустрии, голоса персонажей были записаны как в Южной, так и в Северной Корее из-за различий в диалекте. Для окончательной международной версии используется южнокорейский дубляж.

## Релиз
«Императрица Чхон» вышел в кинотеатрах 12 августа 2005 (Южная Корея) и 15 августа 2005 (Северная Корея). Фильм показан на Международном фестивале анимационных фильмов в Анси (2004 год), и в Корее получил несколько наград.
Фильм собрал 140 000 долларов в первые выходные при бюджете 6 500 000 долларов, продолжая тенденцию на выход не успешных по заработку корейских анимационных фильмов, снятых для корейского рынка.

## Исчезновение
С момента первого выпуска фильма, он не вышел в прокат в Европе и США, так и не получив DVD-издание. На данный момент фильм считается потерянным. Всё что от него осталось — трейлер, отдельные кадры, афиша и новости.
Ходят слухи, что DVD-издание сохранилось в Северной Корее. Но без точных подтверждений проверить информацию невозможно.
Также есть страница фильма на сайте FilmDoo, на которой пользователи голосовали если хотели увидеть фильм, который доступен через эту платформу.